# Tom Mercier
Tom Mercier ( en hebreo: טום מרסייה‎; 30 de noviembre de 1993) es un actor y comediante franco-israelí.

## Biografía
Tom Mercier nació en Tel Aviv, Israel. Es hijo del peluquero y empresario de origen francés Michel Mercier y de la fabricante de diamantes israelí Ronit Silberstein. Se crio en el suburbio de Herzliya a lo largo de la costa del mar Mediterráneo de Israel.

## Carrera
Su debut como actor fue en la película dramática Synonyms de Nadav Lapid, que ganó el premio Golden Bear en el 69 ° Festival Internacional de Cine de Berlín en 2019. Por su papel de Yoav en Sinónimos, fue nominado al Premio Ophir y al Premio Lumière 2020 como actor más prometedor.
En 2020, Mercier protagonizó We Are Who We Are, una serie limitada dirigida por Luca Guadagnino, que se estrenó en HBO.

## Filmografía
| Año  | Película                       | Role                 | Notas          |
| ---- | ------------------------------ | -------------------- | -------------- |
| 2019 | Sinónimos: Un israelí en París | Yoav                 |                |
| 2020 | We Are Who We Are              | Jonathan Kritchevsky | Serie limitada |
| 2021 | La cuerda                      | Joseph               | Serie limitada |
| 2022 | Mi noche                       | Alex                 |                |
| 2023 | La bestia en la jungla         | John                 |                |